# Ивезич, Марко
Марко Ивезич (серб. Марко Ивезић; род. 2 декабря 2001, Белград) — сербский футболист, защитник клуба «Хольштайн» и сборной Сербии.

## Клубная карьера
Ивезич — воспитанник клуба «Вождовац». 3 марта 2021 года в матче против «Бачка» он дебютировал в сербской Суперлиге. 7 декабря в поединке против «Войводины» Марко забил свой первый гол за «Вождовац».